# IEEE 802.3
IEEE 802.3은 연결된 이더넷에서 물리 계층, 데이터 링크 계층의 매체 접근 제어를 정의하는 워킹 그룹(Working group)이 제작한 워킹 그룹이자 IEEE 표준 집합이다. 이 표준은 광역 통신망 기술에도 활용되지만 일반적으로 근거리 통신망 기술이다. 물리 연결은 동축케이블과 광케이블 등 다양한 형태의 케이블을 통해 노드와 인프라스트럭쳐 장치(허브, 스위치, 라우터) 사이에서 이루어진다.

## 같이 보기
- IEEE 802
- IEEE 802.11
- IEEE 802.16
- IEEE 표준 협회